# Nordstrom
Nordstrom, Inc. (/ˈnɔrdstrəm/) este un lanț de magazine de lux din Statele Unite fondat în 1901 de John W. Nordstrom și Carl F. Wallin. A luat naștere ca magazin de încălțăminte și a evoluat într-un retailer cu linii complete, cu departamente pentru îmbrăcăminte, încălțăminte, genți, bijuterii, accesorii, cosmetice și parfumuri. Unele magazine au mobilier pentru casă și departamente de nuntă, iar mai multe au cafenele, restaurante și baruri espresso.
Începând cu 2020, Nordstrom operează 117 magazine în 40 de state americane, trei provincii canadiene din 2014 și Puerto Rico începând cu 2015, deși această din urmă locație se va închide definitiv în august 2020. Sediul corporativ și magazinul emblematic sunt situate în fostul Frederick & Nelson clădire în Seattle, Washington; un al doilea magazin emblematic este situat în apropierea Columbus Circle din New York City. Filialele sale includ lanțul de Off-price, Nordstrom Rack și magazinul online exclusiv pentru membri HauteLook.

## Legături externe
- Official website[nefuncțională]
- - Informații despre afacere Nordstrom: Google Finance
  - Yahoo! Finance
  - Reuters
  - SEC filings

- Materiale media legate de Nordstrom la Wikimedia Commons